# Anton Velim

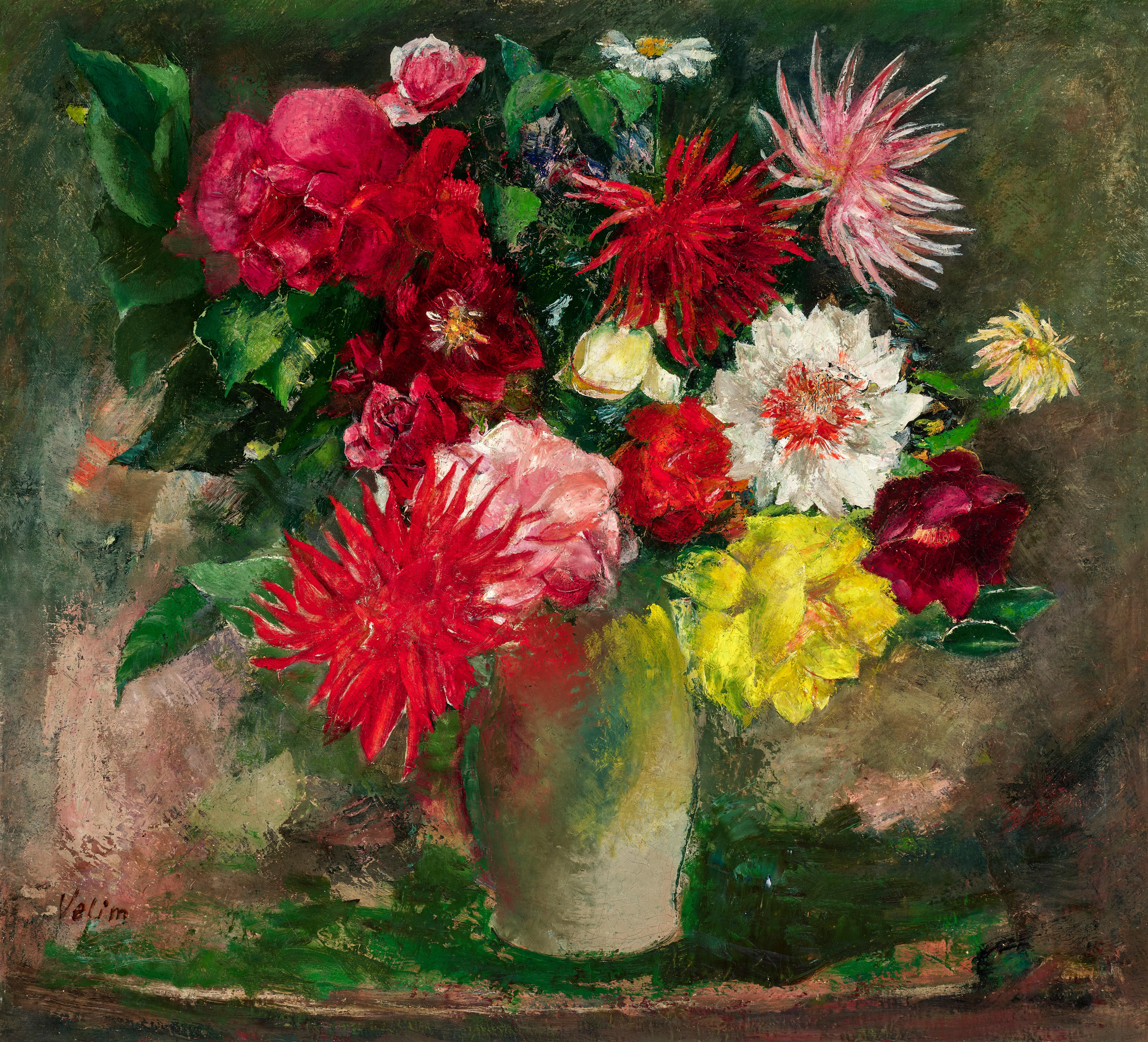
Blumenstrauß; Öl auf Leinwand

Anton Velim (* 24. Februar 1892 in Wien; † 13. Oktober 1954) war ein österreichischer Maler und Grafiker. Lange Zeit vergessen, tritt er nach dem Auftauchen seines Nachlasses im Jahr 2006 wieder zunehmend ins Bewusstsein der Öffentlichkeit.

## Leben
Anton Velim wurde als Sohn eines mährischen Schneiders in Wien geboren. Von 1908 bis 1912 besuchte er die Graphische Lehr- und Versuchsanstalt, anschließend studierte er an der Akademie der bildenden Künste Wien bei Alois Delug. Schon 1910 konnte er an der Wiener Jagdausstellung unter Alfred Roller mitarbeiten, 1913 entwarf er Postkarten für die Wiener Werkstätte und stellte in der Wiener Secession aus. Weitere frühe Erfolge stellen der Gundel-Preis 1916, der L’Allemand-Preis 1919 und der Rom-Preis 1920 dar. Zu seinen Auftraggebern zählte auch die Familie Wittgenstein. In den 1920er Jahren beteiligte sich Velim an der Grinzinger Künstlerkolonie und erhielt 1927 den Österreichischen Staatspreis. 1924 heiratete er.
Mit der Auflösung der Grinzinger Künstlerkolonie und dem Verlust seines Ateliers begann der Erfolg auszubleiben und er geriet in Armut. 1933 hatte er eine letzte Ausstellung in der Wiener Secession, 1936 wurden seine Sportdarstellungen in der Olympia-Ausstellung in Berlin gezeigt. In der Folge musste er sich als Berufsschullehrer verdingen. Zur künstlerischen Erfolglosigkeit gesellten sich private Katastrophen – sein Sohn starb im Zweiten Weltkrieg, seine Frau trennte sich von ihm. Velim malte rastlos zahlreiche Bilder für sich selbst.
Erst nach dem Krieg trat er wieder an die Öffentlichkeit. Er wurde 1946 Mitglied des Wiener Künstlerhauses, in dem er 1954, kurz vor seinem Tod ausstellte, indem er sich an der Schau 100 Jahre Aufstieg einer Klasse beteiligte. In diesem Jahr erhielt er auch den Ehrenpreis der Stadt Wien. Über seinen Tod gibt es unterschiedliche Darstellungen; während Die Presse von einem Herzinfarkt schrieb, sprach die Weltpresse von einer Firnisvergiftung. Er wurde am Meidlinger Friedhof bestattet. Das Grab ist bereits aufgelassen.

## Werk
Anton Velim begann zwar in seiner Jugend mit Jugendstilarbeiten, sein Schwerpunkt in der Malerei lag aber in der Darstellung des arbeitenden Menschen, so dass man von ihm als dem „Egger-Lienz des Proletariats“ gesprochen hat. Velims Kunst wurde sowohl von Albin Egger-Lienz als auch von Anton Hanak geschätzt; Walter Maria Neuwirth hat von einem künstlerischen Weg Velims zur entmaterialiserten Malerei geschrieben.
Neben dem arbeitenden Menschen malte Velim auch Landschaften, Porträts und Akte. 1949 schuf er im Burgenland Wandmalereien.